# 田中新正
田中 新正（たなか しんまさ、1950年 - ）は、日本の臨床心理学者・臨床心理士。現在、大分大学名誉教授。日本心理臨床学会理事長を務める。
ダウン症児者への動作法に注力している。
岐阜県生まれ。成瀬悟策の指導を受ける。もともと成瀬に催眠を学ぶが、成瀬が創始した動作法の指導的立場も担う。

## 経歴
- 1974年 3月 - 早稲田大学第一文学部 心理学科卒業
- 1982年 3月 - 九州大学大学院教育学研究科博士課程 単位取得後退学
- 1983年 4月 - 大分大学教育学部 助手
- 1994年 4月 - 大分大学 教育学部 教授
- 2016年 3月 - 定年退職 [4]
- 日本心理臨床学会 理事･編集委員長、日本催眠医学心理学会 常任理事（編集委員長）、日本リハビリテイション心理学会【資格認定委員会評議員】等を歴任。

## 著作
- 『み（身）学事始』 自費出版 2016年2月
- 『最新 心理学事典』 催眠・自律訓練法 平凡社 2013年12月
- 『障害児・障害者心理学特論』放送大学教育振興会 2013年3月
- 『心理臨床学事典』 催眠療法 丸善出版 2011年8月
- 『臨床心理学』 「催眠と臨床応用 特集」 痛みの問題と催眠 第8巻 5号 金剛出版  2008年9月
- 『現代のエスプリ別冊 教育心理臨床パラダイム 教育支援における自己コントロール法の活用』至文堂 2008年1月
- 『「日本の心理臨床の歩みと未来」』現場からの提言「身体」から「身」の時代へ』  人文書院 2007年8月
- 『イメージ療法ハンドブック』2. 催眠行動療法のリラックス・イメージ 誠心書房 2003年6月
- 『暗示動作 現代のエスプリ「実験動作学」』 至文堂 2000年
- 『書痙に悩むひとへの臨床動作法「臨床動作法の基礎と展開」』コレール社  2000年
- 『第XIII章 催眠療法・動作療法』 臨床心理学大系 18巻 心理療法の展開 金子書房 2000年
- 『イメージ療法と催眠療法 現代のエスプリ「イメージ療法」』 至文堂 1999年
- 『ダウン症児のための動作法（基礎から学ぶ動作訓練）』 ナカニシヤ出版 1998年
- 『スクールカウンセラーの実際』「触媒」としてのスクールカウンセラー 日本評論社 1996年4月
- 『現代のエスプリ別冊 ―教育臨床動作法― ダウン症児のための動作法』 至文堂 1992年11月
- 『現代のエスプリ ―催眠療法― 催眠療法から自己コントロール法へ』 至文堂 1992年4月
- 『動作とこころ ダウン症児の動作訓練 ―適用と問題点』九州大学出版会 1989年2月
- 『障害児のための動作法』7章 ダウン症児の動作訓練 東京書籍 1984年6月
- 『催眠シンポジアムX ―イメージ療法― イメージを拒否されるに至った場面』 誠心書房 1980年6月

## 論文
- 『側臥位姿勢における読み作業に及ぼす課題提示方向と読みの方向』リハビリテイション心理学研究 38巻1号（pp1～8） 2011
- 『痛みの問題と催眠』臨床心理学8巻5号（pp.679～682） 2008年9月
- 『動作法によるダウン症乳児の早期指導』ふぇにっくす 62号（pp.4～7） 2004年3月
- 『催眠療法を契機に著明改善をみた難治性逆流性食道炎の1例』児童青年精神医学とその近接領域 第44巻 第5号（pp.45～54）2003年12月
- 『韓国人留学生と日本人学生の両親への心理的距離の比較研究』大分大学教育福祉科学部研究紀要 第25巻 第2号（pp.215～223） 2003年10月
- 『集団行動に困難を持つダウン症児に対する動作法の効果』リハビリテイション心理学研究 2001年
- 『学級イメージ法における障碍児の受け入れについて ―心理的位置と距離による分析―』 学術雑誌、再活心理学研究（韓国）6巻1号 1999年
- 『ダウン症幼児への動作法による指導事例 ―初期歩行動作の指導効果について―』   再活心理研究（韓國） 5（1）（pp.9～20） 1998年2月
- 『家族イメージ法による障害児家庭の家族関係』 福岡教育大学・障害児治療教育センター 年報 No.10（pp.81～87） 1997年3月
- 『対人関係に問題を持つダウン症青年への動作法』 リハビリテイション心理学研究 No.21（pp.29～37） 1995年12月
- 『ダウン症児の階段昇降動作に関する研究』 福岡教育大学・障害児治療教育センター 年報 No.8 （pp.55～61） 1995年3月
- 『動作法による動作体験様式の構造図式』 大分大・教育・紀要 17（1）（pp.125～130）1995年3月
- 『臨床・教育における動作法の展開 精神薄弱児（ダウン症を含む）に対して』  九州大学教育学部附属障害児臨床センター ＜研究紀要 第4巻＞（pp.51～55）1994年1月
- 『A CASE STUDY OF THE DOHSA-HOU FOR CHILD WITH DOWN'S  SYNDROME』リハビリテイション心理学研究 第18巻（pp.81～85）1992年3月
- 『催眠と健康 催眠によるセルフコントロール』催眠学研究 第36巻 1号（pp.32～34）1992年3月
- 『臨床動作法の適用 2. ダウン症児への適用』 心理リハビリテイション研究所（pp.8～15）1992年1月
- 『精神薄弱児・ダウン症児への動作法の適用について』東海・北陸心理リハビリテイション ＜研究紀要 第8巻＞（pp.1～24）1990年12月
- 『ダウン症児の動作訓練』 脳性マヒ児の教育 No.71（pp.21～24）1988年12月
- 『ダウン症児童の動作訓練』 リハビリテイション心理学研究 第16巻 （pp.57～63）1988年3月
- 『動作療法 書痙の来談者へ ―自体感調整による自己コントロール― 』九州大学教育学部附属障害児臨床センター＜研究紀要 第1巻 障害児臨床シンポジアム1＞ （pp.71～78）1987年4月
- 『ダウン症児の動作訓練』リハビリテイション心理学研究 14巻 （pp.63～71）1986年3月
- 『ダウン症候群への心理リハビリテイション・キャンプの試み』大分大学・教育・紀要（教育）8（1） （pp.69～79）1986年3月
- 『シュヴルール振子暗示反応の情報処理分析（II）』催眠学研究 27巻 1.2号 （pp.4～10）1983年7月
- 『情報過程分析からみたシュヴルール振子暗示反応』催眠学研 24巻 2号 （pp.51～56） 1980年10月
- 『遊戯療法による遺糞児の一事例』九州大学教育学部紀要 24巻 1号 （pp.13～23） 1979年8月
- 『催眠暗示による乗り物酔いの治療』九州大学教育学部紀要 22巻 2号 （pp.47～52） 1978年3月

## 学会
- 日本心理臨床学会会員 【監査・理事・業務執行理事（編集委員長）】 第33回（2014）春季大会大会長
- 日本催眠医学心理学会会員【理事・常任理事（編集委員長）】 第46回（2000）大会大会長
- 日本リハビリテイション心理学会会員【資格認定委員会評議員】 第2015年度学術大会大会長
- 日本臨床心理士資格認定協会 臨床心理士
- 日本臨床動作学会 臨床動作学講師
- 日本リハビリテイション心理学会SV資格
- 日本催眠医学心理学会 指導催眠士

## 役職
- 大分県特別支援教育推進検討委員会委員（委員長） 2006年4月 - 2008年3月
- 第二次大分県特別支援教育推進検討委員会委員（委員長）2012年4月 - 2013年3月
- 第二次大分県特別支援教育推進計画に関するフォーローアップ委員会 2015年4月 - 2016年3月
- 大分県医療的ケア運営協議会委員(委員長) 2003年4月 - 2016年3月
- 大分県心身障害児適正就学指導委員会委員  1986年4月 - 2005年3月、2014.4 - 2016.3
- 別府市心身障害児適正就学指導委員 2001年4月 - 2010年3月
- 大分県個別の教育支援計画」研究協議会委員 2004年4月 - 2006年3月
- 大分県スクールカウンセラー 1992年9月 - 2008年3月
- 大分県脳性まひ児者父母の会 顧問 1983年 -
- 大分県ダウン症連絡協議会（ひまわり会）顧問   1983年 -
- 大分県心理リハビリテイションの会 顧問
- 大分いのちの電話 SV 1986年 -
- 大分合同新聞福祉賞 1993年10月
- 大分県教育功労賞  2010年11月
- 日本リハビリテイション心理学会賞 2011年12月